# Championnat du Cameroun de football 1989
Navigation
Saison précédente Saison suivante
La saison 1989 du Championnat du Cameroun de football était la 29e édition de la première division camerounaise, la MTN Elite 1. Les équipes sont regroupées au sein d'une poule unique, où chaque équipe affronte tous les adversaires de sa poule 2 fois, à domicile et à l'extérieur.
C'est l'équipe du Racing Club Bafoussam qui termine en tête du championnat cette année. C'est le premier titre de champion de son histoire.

## Les 16 clubs participants
| - Dynamo Douala - Tonnerre Yaoundé - Canon Yaoundé - Union Douala - Unisport Bafang - Panthère du Ndé - Colombe Sangmélima - Diamant Yaoundé | - Caïman de Douala - Entente Ngaoundéré - PWD Bamenda - Camark Bamenda - Prévoyance Yaoundé - Federal Founbam - Racing Club Bafoussam - Aigle royal de la Menoua |

## Compétition

### Classement
| Rang | Équipe                   | Pts | J  | G  | N  | P  | Bp | Bc | Diff |
| ---- | ------------------------ | --- | -- | -- | -- | -- | -- | -- | ---- |
| 1    | Racing Club Bafoussam    | 63  | 30 | 18 | 9  | 3  | 43 | 13 | +30  |
| 2    | Tonnerre Yaoundé (T) (C) | 62  | 30 | 18 | 8  | 4  | 35 | 14 | +21  |
| 3    | Prévoyance Yaoundé       | 47  | 30 | 11 | 14 | 5  | 35 | 23 | +12  |
| 4    | Canon Yaoundé            | 45  | 30 | 12 | 9  | 9  | 34 | 27 | +7   |
| 5    | Unisport Bafang          | 43  | 30 | 11 | 10 | 9  | 32 | 25 | +7   |
| 6    | Diamant Yaoundé          | 42  | 30 | 10 | 12 | 8  | 33 | 27 | +6   |
| 7    | Panthère du Ndé          | 42  | 30 | 12 | 6  | 12 | 25 | 30 | -5   |
| 8    | Union Douala             | 41  | 30 | 10 | 11 | 9  | 40 | 35 | +5   |
| 9    | Camark Bamenda           | 40  | 30 | 12 | 4  | 14 | 29 | 31 | -2   |
| 10   | PWD Bamenda              | 39  | 30 | 10 | 10 | 10 | 19 | 24 | -5   |
| 11   | Dynamo Douala            | 38  | 30 | 10 | 8  | 12 | 27 | 30 | -3   |
| 12   | Colombe Sangmélima       | 38  | 30 | 9  | 11 | 10 | 22 | 27 | -5   |
| 13   | Caïman de Douala         | 36  | 30 | 9  | 9  | 12 | 36 | 42 | -6   |
| 14   | Fédéral Founbam          | 33  | 30 | 7  | 12 | 11 | 26 | 32 | -6   |
| 15   | Aigle royal de la Menoua | 22  | 30 | 3  | 13 | 14 | 20 | 34 | -14  |
| 16   | Entente Ngaoundéré       | 12  | 30 | 2  | 6  | 22 | 20 | 62 | -42  |

|  | Qualifié pour la Coupe des clubs champions africains 1990 |
|  | Qualifié pour la Coupe des coupes 1990                    |

## Bilan de la saison
| Tableau d'Honneur                   |                       |
| Compétition                         | Vainqueur             |
| Championnat du Cameroun de football | Racing Club Bafoussam |
| Coupe du Cameroun                   | Tonnerre Yaoundé      |

| Qualifications continentales             |                       |
| Coupe des clubs champions africains 1990 | Qualifié              |
| Premier tour                             | Racing Club Bafoussam |
| Coupe des Coupes 1990                    | Qualifiés             |
| Premier tour                             | Tonnerre Yaoundé      |

| Promotion et relégation |                                                             |
| Relégués en 2e division | Federal Founbam Aigle royal de la Menoua Entente Ngaoundéré |
| Promus en MTN Elite 1   | Aigle Royal Dschang Elecsport Limbé Unité Douala            |